# Isaac Krasner
Isaac Krasner (* um 2006) ist ein US-amerikanischer Nachwuchsschauspieler.

## Leben
Nach Auftritten in den Kurzfilmen Idols und Old Camp war Isaac Krasner in The Truth About Santa Claus von Chris Bayon in einer Nebenrolle zu sehen.
In dem Coming-of-Age-Film Big Boys von Corey Sherman spielt Krasner in der Hauptrolle einen Jungen, der sich während eines Campingausflugs in den Freund seiner Cousine verliebt. Ebenfalls wurde er für eine Hauptrolle in dem Thriller Holland von Mimi Cave gecastet, in dem er an der Seite von Rachel Sennott, Matthew Macfadyen, Nicole Kidman, Gael García Bernal und Jude Hill spielt.

## Filmografie
- 2017: Idols (Kurzfilm)
- 2019: Natalie Frye: Private Eye
- 2019: Old Camp (Kurzfilm)
- 2020: The Truth About Santa Claus
- 2023: Big Boys
- 2025: Holland

## Auszeichnungen
Independent Spirit Award
- 2025: Nominierung als Bester Nachwuchs (Big Boys)[3]

Outfest Los Angeles LGBTQ+ Film Festival
- 2023: Auszeichnung mit dem Grand Jury Prize for Outstanding Performance – North American Narrative Feature Competition (Big Boys)[4]